# IAK
Het IAK (Industrieel Assurantie Kantoor) was een dochteronderneming van Philips die in 1928 werd opgericht en gevestigd was in Eindhoven.

## Geschiedenis
Doel van de vereniging was het behartigen van de belangen van Philips en zijn medewerkers op het gebied van verzekeringen. Als zodanig heeft het bedrijf lange tijd gefungeerd. Het was actief in de verzekeringsbemiddeling. Geleidelijk aan kwam de klantenkring ook meer en meer van buiten Philips. Dit deel groeide uiteindelijk uit tot driekwart van de portefeuille.

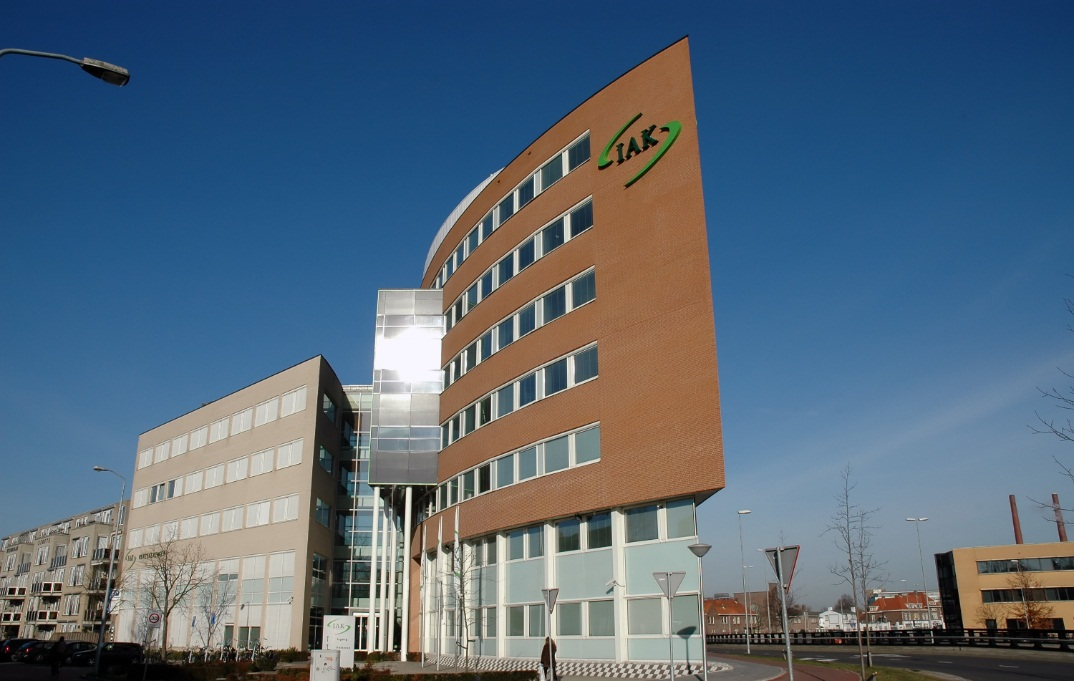
Het gebouw van IAK Verzekeringen in Eindhoven

Toen Philips zich meer en meer op een beperkt aantal kernactiviteiten ging terugtrekken werd besloten om ook het IAK af te stoten. In 1994 werd het verkocht aan Nieuw Rotterdam Beheer. Assurantiebemiddeling behoort niet tot de kernactiviteiten van Philips. Daardoor kunnen wij te weinig betekenen voor het IAK. Door de transactie komt het IAK midden in de verzekeringswereld te staan, zo werd als argumentatie gegeven. Het IAK telde toen 200 medewerkers en ontving 230 miljoen gulden per jaar aan premies.
Ook Nieuw Rotterdam Beheer is, in de jaren 50 van de 20e eeuw, opgericht door Philips, samen met ABN en Nedlloyd. Het 250 medewerkers tellende bedrijf kwam in handen van het Franse verzekeringsconcern UAP.
Philips heeft in 2002, samen met IAK, Philips Bedrijfszorg (PBZ) opgezet, een arbo-organisatie voor Philips. Ook regelt IAK nog steeds de collectieve verzekeringen voor het in Nederland werkzame Philips-personeel. Daarnaast is IAK onder de naam IAK Verzekeringen op verzekeringsgebied actief voor bedrijven en particuliere klanten. IAK is tegenwoordig in handen van de Unirobe Meeùs groep, die weer tot het AEGON-concern behoort. Sinds 1 november 2017 valt de groep onder de verzekeraar Aon. Vanaf 1 september 2018 werd IAK geïntegreerd in Aon en hield het na 90 jaar op te bestaan als zelfstandig merk.